# Stazione di Indicatore
Stazione di Indicatore vasútállomás Olaszországban, Arezzo településen.

## Vasútvonalak
Az állomást az alábbi vasútvonalak érintik:
- Firenze–Róma-vasútvonal

## Kapcsolódó állomások
A vasútállomáshoz az alábbi állomások vannak a legközelebb:
- Stazione di Ponticino
- Stazione di Arezzo